# European Photochemistry Association
La European Photochemistry Association (EPA) (= Associazione Fotochimica Europea) è un'associazione senza fini di lucro che si propone di promuovere lo sviluppo della fotochimica in Europa, favorendo i contatti tra i fotochimici. L'associazione è nata nel 1970 e ha sede a Zurigo.

## Finalità
L'EPA ha lo scopo di promuovere lo sviluppo internazionale della fotochimica, con particolare riguardo all'Europa e ai paesi limitrofi. L'associazione si interessa di tutti gli aspetti sperimentali e teorici riguardanti l'interazione della luce con sistemi molecolari, comprendendo sia le conoscenze di base che le possibilità applicative in aree scientifiche differenti come scienza dei materiali, biologia, medicina e scienze ambientali.
A tal scopo, l'associazione:
- promuove la cooperazione e i contatti internazionali tra i fotochimici europei che operano in università, centri di ricerca e industria.
- stimola e coordina l'organizzazione di meeting e convegni in Europa.
- organizza scuole estive e incontri su temi specifici.
- promuove la conoscenza della fotochimica e delle sue applicazioni mediante la diffusione d'informazioni al grande pubblico.

## Attività editoriali
L'EPA è proprietaria, assieme alla European Society for Photobiology (ESP), della rivista accademica a revisione paritaria Photochemical & Photobiological Sciences, pubblicata mensilmente dalla Royal Society of Chemistry. A questa rivista sono associate anche la Asia and Oceania Society for Photobiology (AOSP) e la Korean Society of Photoscience (KSP).
L'EPA pubblica inoltre ogni sei mesi il bollettino EPA Newsletter.

## Premi
Assieme alla Inter-American Photochemistry Society (I-APS) e alla Asian and Oceanian Photochemistry Association (APA) conferisce ogni due anni la Medaglia Porter allo scienziato che ha contribuito maggiormente al campo della fotochimica. La medaglia è intitolata a George Porter, premio Nobel per la Chimica nel 1967, ed è sinora stata attribuita a:
1988 George Porter, UK
1990 Michael Kasha, USA
1992 Kenichi Honda, Giappone
1994 Nicholas Turro, USA
1995 Tito Scaiano, Canada
1996 Noboru Mataga, Giappone
1998 Frans de Schryver, Belgio
2000 Vincenzo Balzani, Italia
2002 Josef Michl, USA
2004 Graham R. Fleming, USA
2006 Howard E. Zimmerman, USA e Hiroshi Masuhara, Giappone
2008 Michael R. Wasielewski, USA
2010 David Phillips, UK
2012 Thomas J. Meyer, USA
2014 Masahiro Irie, Giappone
2016 Frederick D. Lewis, USA e James Barber, UK
2018 Haruo Inoue, Giappone
2020 Vivian W. Yam, Hong Kong
L'associazione conferisce inoltre ogni due anni il Premio EPA per la miglior tesi di dottorato di ricerca in fotochimica.